# Crescent City North
Crescent City North és una comunitat no incorporada dels Estats Units a l'estat de Califòrnia. Segons el cens del 2000 tenia 4.028 habitants.

## Demografia
Segons el cens del 2000, Crescent City North tenia 4.028 habitants, 1.567 habitatges, i 1.021 famílies. La densitat de població era de 797,5 habitants per km².
Dels 1.567 habitatges en un 34,7% hi vivien nens de menys de 18 anys, en un 42,4% hi vivien parelles casades, en un 17,5% dones solteres, i en un 34,8% no eren unitats familiars. En el 27,9% dels habitatges hi vivien persones soles el 9,7% de les quals corresponia a persones de 65 anys o més que vivien soles. El nombre mitjà de persones vivint en cada habitatge era de 2,56 i el nombre mitjà de persones que vivien en cada família era de 3,12.
Per edats la població es repartia de la següent manera: un 31% tenia menys de 18 anys, un 7,1% entre 18 i 24, un 28,1% entre 25 i 44, un 21,3% de 45 a 60 i un 12,5% 65 anys o més.
L'edat mediana era de 35 anys. Per cada 100 dones de 18 o més anys hi havia 87,5 homes.
La renda mediana per habitatge era de 29.478 $ i la renda mediana per família de 30.969 $. Els homes tenien una renda mediana de 36.728 $ mentre que les dones 22.875 $. La renda per capita de la població era de 14.649 $. Entorn del 14,3% de les famílies i el 17,1% de la població estaven per davall del llindar de pobresa.